# NGC 3388
NGC 3388 (NGC 3425) je lećasta galaktika u zviježđu Lavu. Naknadno je utvrđeno da je ovo ista galaktika kao i NGC 3425.

## Vanjske poveznice
- (eng.) SEDS: NGC 3388
- (eng.) Revidirani Novi opći katalog
- (eng.) Izvangalaktička baza podataka NASA-e i IPAC-a
- (eng.) Astronomska baza podataka SIMBAD
- (eng.) VizieR